# Chamaesphecia amygdaloidis
Chamaesphecia amygdaloidis is een vlinder uit de familie wespvlinders (Sesiidae), onderfamilie Sesiinae.
De wetenschappelijke naam van de soort is voor het eerst geldig gepubliceerd door Schleppnik in 1933. De soort komt voor in het Palearctisch gebied.